# 北京市第一〇九中学
北京市第一〇九中学是一所全日制完全中学，位于北京市东城区幸福大街43号（原属崇文区），1958年为解决当时进城农民子女的上学问题而成立，现为北京市示范性普通高中。北京市第一〇九中学开设有小语种教学。学校申报的“小语种人才培养模式试验”已获得国家的立项，并已于2012年在初一、高一所有班级正式开设小语种课程。
学校高考成绩优异。2012年高考，学校的重点本科率达到了70%，本科率达到了100%。